# Davy Roef
Davy Roef (Amberes, 6 de febrero de 1994) es un futbolista belga que juega en la demarcación de portero para el K. A. A. Gante de la Pro League.

## Biografía
Empezó a formarse como futbolista desde los 13 años con el RSC Anderlecht. Fue ascendiendo desde las categorías inferiores del club hasta que finalmente en 2012 subió al primer equipo. No fue hasta el 19 de enero de 2014 cuando debutó con el club tras sustituir a Silvio Proto contra el RKV Malinas. En la temporada 2016-17 se convirtió en el portero titular del Anderlecht tras la marcha de Proto al KV Oostende. El 24 de enero de 2017 se hizo oficial su cesión al Deportivo de la Coruña de la Primera división de España.
Tras no jugar ningún partido en la temporada 2019-20, abandonó el conjunto malva y fichó por el K. A. A. Gante para las siguientes tres temporadas.

## Selección nacional
Ha sido internacional con las selecciones sub-21, sub-19 y sub-16 de Bélgica en 11 ocasiones.

## Clubes
| Club                            | País    | Año       | Partidos | Goles |
| ------------------------------- | ------- | --------- | -------- | ----- |
| R. S. C. Anderlecht             | Bélgica | 2012-2017 | 34       | 0     |
| Deportivo de la Coruña (cedido) | España  | 2017      | 1        | 0     |
| Waasland-Beveren (cedido)       | Bélgica | 2017-2019 | 63       | 0     |
| R. S. C. Anderlecht             | Bélgica | 2019-2020 | 0        | 0     |
| K. A. A. Gante                  | Bélgica | 2020-     | 130      | 0     |

## Palmarés

### Títulos nacionales
| Título                      | Club                | País    | Año  |
| --------------------------- | ------------------- | ------- | ---- |
| Supercopa de Bélgica        | R. S. C. Anderlecht | Bélgica | 2012 |
| Primera División de Bélgica | R. S. C. Anderlecht | Bélgica | 2013 |
| Supercopa de Bélgica        | R. S. C. Anderlecht | Bélgica | 2013 |
| Primera División de Bélgica | R. S. C. Anderlecht | Bélgica | 2014 |
| Supercopa de Bélgica        | R. S. C. Anderlecht | Bélgica | 2014 |
| Supercopa de Bélgica        | R. S. C. Anderlecht | Bélgica | 2017 |
| Copa de Bélgica             | K. A. A. Gante      | Bélgica | 2022 |